# Herrera de Pisuerga
Herrera de Pisuerga è un comune spagnolo di 2 379 abitanti situato nella comunità autonoma di Castiglia e León.
Herrera de Pisuerga corrisponde all'antica Pisoraca, centro di grande importanza all'epoca della dominazione romana.
Il comune comprende le località di:
- Naveros de Pisuerga
- Olmos de Pisuerga
- Ventosa de Pisuerga
- Villabermudo